# Робітнича партія (Бразилія)
Робітнича партія (порт. Partido dos Trabalhadores, PT) — лівоцентристська

-ліва
 
політична партія в Бразилії, яка на 2022 рік є правлячою партією країни. 
Деякі вчені класифікують її ідеологію в ХХІ столітті як соціал-демократію, причому в 1990-х роках партія переходить від загальносоціалістичної ідеології. 
Заснована в 1980 році, PT керувала на федеральному рівні в коаліційному уряді з кількома іншими партіями з 1 січня 2003 року по 31 серпня 2016 року. 
Після парламентських виборів 2002 року PT стала найбільшою партією в Палаті депутатів та Федеральному сенаті вперше. 
Президент Луїз Інасіо Лула да Сілва, який має найвищий рейтинг підтримки в історії країни, є найвидатнішим членом PT. 

Ділма Русеф, також член PT, була обрана двічі (спершу 1 січня 2011 року, а потім знову 26 жовтня 2014 року), але не завершила свій другий термін через імпічмент у 2016 році. 
Партія повернулася до влади після перемоги Лули на президентських виборах 2022 року.
PT та Партія бразильської соціальної демократії (PSDB) створені серед опозиції до державного перевороту 1964 року та подальшої військової диктатури, були найбільшими супротивниками в сучасній бразильській політиці в 1994 — 2014 рік, а їхні кандидати посідали перші чи другі місця на голосування на кожних президентських виборах у цей період. 
Робітнича партія виграла п'ять президентських виборів після того, як у країні відновилася демократія, і посіла друге місце на всіх інших виборах, що проходили в той час.
Попри відносно велику кількість прихильників, партія була залучена в низку корупційних скандалів після того, як Лула вперше прийшов до влади, і зазнала різке падіння її підтримки населенням у 2010 — 2016 роках, коли рейтинг підтримки президента впав з понад 80% до 9% 
%
і послідовні скорочення всіх виборних посад з 2014 року. 

Загальні вибори 2022 року ознаменували поворотний момент у цій траєкторії.